# Télévision en Italie
La télévision italienne dès son développement dans les années 1950 est dominée par le monopole national de l'organisme public RAI. En 1976, en raison d'une faille légale, juridique et administrative débouchant en 1976 sur une dérèglementation du monopole d'État, on observe une très rapide surmultiplication des télévisions privées et locales. Durant la décennie suivante, cette dérégulation débouche progressivement sur un relatif équilibre entre réseaux de télévisions commerciales et service public.

## Historique

### Les débuts
Depuis sa constitution en 1954, la RAI bénéficie d'un monopole national en Italie. Les premières émissions expérimentales de télévision commencent en 1934, à Turin avec le EIAR. Ces transmissions sont suspendues en 1940, au début de la Seconde Guerre mondiale. Les transmissions expérimentales sont reprises après la Seconde Guerre mondiale. En 1954, des émissions de télévision officielles adoptent l'acronyme de la RAI - télévision italienne. À cette époque, un téléviseur représente un luxe pour quelques citoyens aisés. Toutefois après quelques années, les ventes de téléviseurs augmentent et beaucoup de foyers peuvent y avoir accès, en visitant des parents ou amis ou encore, dans les bars. Les programmes de l'unique chaîne nationale durent quelques heures par jour, débutent à midi et se terminent vers 23 heures. Parfois, la RAI diffuse la nuit, pour des directs depuis les États-Unis, notamment pour des combats de boxe.
En 1961, la deuxième chaîne nationale de la RAI est créée, représentant un programme alternatif à première. À cette période, le second canal est administré par le Parti socialiste italien.

### Le début de la fin du monopole de la RAI
Au début des années 1970, le monopole de radiodiffusion et de télévision de la RAI commence à tomber avec de nombreuses brèches. Dans plusieurs régions de l'Italie, on peut recevoir des chaînes de télévision étrangères en langue italienne, comme :
- Telemontecarlo qui diffuse en italien un programme depuis la Principauté de Monaco depuis 1974.
- TSI proposée pour les habitants italophones du canton suisse du Tessin est reçue jusqu'à Milan, ou encore
- TV Koper-Capodistria, créée en 1971 et qui diffuse depuis la ville de Capo d'Istria pour la communauté italophone vivant dans certaines régions de la Yougoslavie est également reçue dans les zones frontalières italiennes du nord et proches du littoral nord de la côte Adriatique.

A noter que toutes ces chaînes de télévision périphériques émettent en couleur, alors que la RAI ne diffusera ses émissions en couleur qu'en 1977.

#### Développement et lancement de la couleur

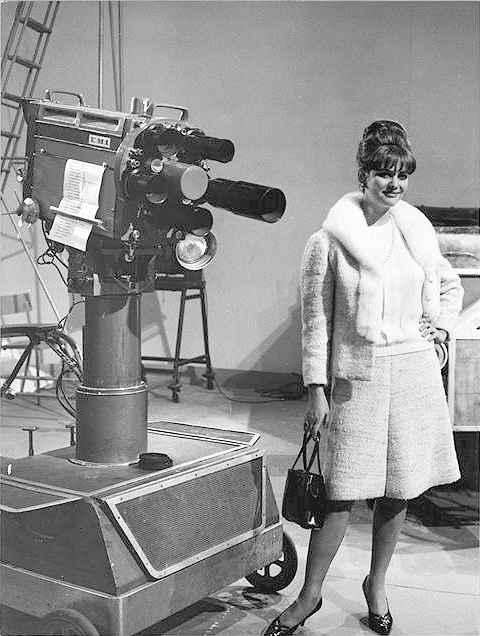
La télévision italienne publique va longtemps hésiter entre SÉCAM et PAL. Pour ses productions de 1964 jusqu'en 1977, la RAI exploite principalement le 625 lignes noir et blanc.

Principalement pour introduire la couleur, toute l’Europe exploite la norme à 625 lignes 50 Hz, durant les années 1960, en adoptant soit le standard couleur SÉCAM, soit le PAL et parfois les deux formats, selon l'influence politique des pays initiateurs des deux standards. L’Amérique du Nord puis une partie de l'Asie adoptent la norme à 525 lignes à 60 Hz, à partir des années 1940 puis la couleur NTSC à partir du milieu des années 1950.
En Italie, il faut attendre le 1er février 1977, pour que la télédiffusion en couleur soit officiellement lancée. Toutefois plusieurs dizaines de chaînes privées locales pour la plupart, commerciales, ont déjà franchi le cap et exploitent le standard PAL depuis 1976.
Dix ans après la France, le Royaume-Uni, l'Allemagne et la plupart de ses principaux voisins européens, l'Italie a pris un considérable retard. Elle a subi des tergiversations politiques pour choisir entre les deux standards européens sur pression de la France, d'une part, et de l'Allemagne et du  Royaume-Uni, de l'autre. Durant cette période, seuls les frontaliers peuvent espérer recevoir en couleurs, notamment les chaînes françaises et monégasques ou plus au nord de la péninsule, les chaînes de la Suisse.
À partir de la fin des années 1960, l'opposition entre différents partis politiques italiens sur le sujet, suspend le choix officiel du standard couleur durant de longues années. Le sénateur républicain Ugo La Malfa fait même débattre d'une question parlementaire pour « empêcher l'abandon du noir et blanc sobre, au profit d'un écran couleurs vaniteux et consumériste ». En 1972, alors qu'en Italie les Jeux olympiques de 1972 sont retransmis alternativement par le système SECAM et le système allemand PAL, ce même sénateur fervent opposant du standard français, va jusqu'à menacer la coalition gouvernementale à laquelle il appartient de retirer son soutien dès lors que le système français soit adopté par l'Italie, provoquant ainsi infailliblement sa chute.
Pour autant, depuis le début des années 1970, la société italienne Indesit, en collaboration avec le groupe public SEIMART (Société exercice d'entreprises industrielles radio et TV), développe son propre standard couleur. Intitulé I.S.A. ou « ISA » (Identification à Suppression Alternée), l'objectif consiste surtout à éviter de payer des licences / brevets aux concepteurs des standards Sécam et PAL. Il va toutefois rester au stade expérimental.
À partir de 1974, le service public Italien procède sur ses émetteurs, à des tests quotidiens le matin de 10 h à 11 h et l'après-midi de 15 à 16 h, diffusant des émissions et des mires codées en PAL. Le 11 août 1975, le choix pour le PAL est officiellement adopté par l'Italie, ce qui met un terme au standard national « ISA » mais ses téléspectateurs doivent encore attendre.
Le 15 juillet 1976, le monopole d'État de la télévision italienne est brusquement abandonné. Une faille de la loi permet de libéraliser les ondes sur tout le territoire italien. Des milliers de stations de radio locales apparaissent rapidement, accompagnées de centaines de chaînes de télévision, principalement commerciales, ayant adopté le PAL pour leur diffusion.
À la fin des années 1970 et au début de la décennie suivante, des regroupements donnent l'opportunité à certains entrepreneurs de constituer des réseaux régionaux puis nationaux. Silvio Berlusconi est l'un des principaux artisans et bénéficiaires de cette situation.
En 1979, la troisième chaîne de télévision de la RAI qui est administrée par le Parti communiste italien est officiellement lancée.

### La fin du monopole de la RAI
Le monopole historique de la RAI a été contesté intérieurement dès 1971 par les télévisions locales diffusant par le câble . Elles ont été autorisées officiellement en 1974 par la Cour constitutionnelle. Les chaînes hertziennes ont été autorisées en 1976, ce qui a abouti à un foisonnement important avec plus de 1200 chaînes recensées en 1981.
La loi dite « Loi Mammi » de « discipline entre le système public et le système privé de radio-télévision » a finalement été adoptée en août 1990.
Au départ, il n'y avait pas de chaînes privées diffusées au niveau national mais plutôt au niveau régional, en l’occurrence dans le Nord de l'Italie avec une chaîne par région. Chaque chaîne avait sa propre programmation, sa propre publicités mais chacune avait une ampleur nationale. Le programme entre ces chaînes était évidemment différent d'une chaîne à une autre. Cela fut la norme en Italie bien qu'il n'y avait pas de cadre légal là dessus. Ce fut seulement l'arrivée de Mediaset avec le rachat l'une après l'autre de ces chaînes qui cassèrent ce système ce qui donne aujourd'hui le système tel que l'on connaît aujourd'hui.
La télévision italienne privée est dominée par le groupe de Silvio Berlusconi Fininvest, et le rôle tenu par les télévisions de son groupe lors de son accession au pouvoir en 1994 est sujet à controverse.

## Dates clés de la télévision italienne
- 3 juin 1954 : naissance de la Rai 1 (comme Programma Nazionale puis Rete 1 de 1954 à 1983)

- 4 novembre 1961 : naissance de la Rai 2 (comme Secondo Programma puis Rete 2 de 1961 à 1983)
- 17 décembre 1970 : lancement de Telediffusione Italiana Telenapoli, première chaîne privée italienne (devenue Canale 21 en 1976)
- 24 septembre 1974 : naissance de Canale 5 (comme Telemilano de 1974 à 1980)

- 15 décembre 1979 : naissance de la Rai 3 (comme Rete 3 de 1979 à 1983)

- 3 juin 1982 : naissance de Italia 1 (comme Antenna Nord de 1977 à 1982)

- 4 juin 1982 : naissance de Rete 4 (comme GPE Telemond de 1979 à 1982)

- 9 février 1998 : naissance de la Tv2000 (comme SAT2000 de 1998 à 2009)

- 1er juin 1999 : naissance de la 7 Gold (comme Italia 7 Gold de 1999 à 2003)

- 24 juin 2001 : naissance de la La7 (comme Telemontecarlo de 1974 à 2001)

- 1er février 2015 : naissance de la Nove (comme Rete A et Deejay TV de 1979 à 2015)

- 1er août 2015 : naissance de TV8 (comme Videomusic et MTV de 1984 à 2015)

## Paysage audiovisuel
La RAI est financée principalement par la redevance et les chaînes du groupe Fininvest par la publicité et le sponsoring. En marge de ces deux piliers, on trouve des chaines dites « locales », au nombre de 673 en 1989.

## Audience
Rai 1 est la première chaîne de télévision d'Italie avec 18,18% de part de marché sur l'année 2022, contre 16,74% pour sa rivale privée Canale 5.

La meilleure audience de l'histoire de Rai 1 est la demi-finale de la Coupe du monde 1990 entre l'Italie et l'Argentine, diffusée le 3 juillet 1990 avec 27.537.000 téléspectateurs soit 87,25 % de part de marché.

Concernant Canale 5, sa meilleure audience est également un match de football, la finale de la Champions League 2002-03 opposant Juventus à Milan le 28 mai 2003 avec un total de 20.193.000 téléspectateurs soit une part de marché de 67,27%.